# Bögöte
Bögöte là một thị trấn thuộc hạt Vas, Hungary. Thị trấn này có diện tích 20,74 km², dân số năm 2010 là 312 người, mật độ 15 người/km².